# Belus
A Belus a norvég black metal, dark ambient szólóprojekt Burzumnak a hetedik nagylemeze. 2010. március 8-án adta ki a Byelobog Productions kiadó. A Burzum első stúdióalbuma, ami egy 11 éves szünet után készült el és jelent meg.

## Háttér

Az albumon használt Burzum-logó

A Belus az első album, ami Varg Vikernes szabadlábra helyezése után készült el és jelent meg. Az albumnak eredetileg "The Return of Baldur" lett volna a címe. 2009 novemberében Vikernes kijelentette, hogy az album neve Den Hvite Guden lesz. Később viszont átnevezték az albumot Belus-ra, mert az előző címet rasszistaként lehet titulálni (a Den Hvite Guden magyarul A Fehér Isten, így is szokták hívni a skandináv istent, Baldr-t).

## Zene
Az album több, mint 50 perc hosszú, eredetileg pedig kilenc metal számot tartalmazott volna egy-egy ambient introval és outroval. A metal számok mennyisége lecsökkent hatra, így lett kiadva az album. A további három címe: "Besøk til Kelio", "Alvenes dans" és "Alvegavene". Az albumon két régi dal feldolgozása is szerepel: a kiadatlan korai "Uruk-Hai" (az albumon "Sverddans") és a Dauði Baldrs albumról a  "Dauði Baldrs" (az albumon "Belus' død") számoknak.

## Kritikák
Az albumra a Diabolical Conquest tízből 8,5 pontot adott, a Metal Storm pedig 6,9-et. Az Allmusic a Belusra 5-ből 3,5 pontot adott.

## Számlista
Az összes szám szerzője Varg Vikernes. 
| 1.    | Leukes renkespill (Introduksjon) | Leuke's Plot (Introduction) | 0:33  |
| 2.    | Belus' død                       | Belus' Death                | 6:23  |
| 3.    | Glemselens elv                   | River of Forgetfulness      | 11:54 |
| 4.    | Kaimadalthas nedstigning         | Kaimadalthas' Descent       | 6:43  |
| 5.    | Sverddans                        | Sword Dance                 | 2:27  |
| 6.    | Keliohesten                      | The Kelio Horse             | 5:45  |
| 7.    | Morgenroede                      | Dawn                        | 8:54  |
| 8.    | Belus' tilbakekomst (Konklusjon) | Belus' Return (Conclusion)  | 9:37  |
| 52:16 |                                  |                             |       |

## Közreműködők
- Varg Vikernes – összes hangszer, ének, keverés
- Davide Bertolini – keverés
- Tim Turan – maszterelés
- Pytten – produkció

## Listahelyezések
| Lista (2010)      | Helyezés |
| ----------------- | -------- |
| Finn albumlista   | 8        |
| Norvég albumlista | 23       |

## Fordítás
Ez a szócikk részben vagy egészben  a   Belus (album) című angol Wikipédia-szócikk fordításán alapul.  Az eredeti cikk szerkesztőit annak laptörténete sorolja fel. Ez a jelzés csupán a megfogalmazás eredetét és a szerzői jogokat jelzi, nem szolgál a cikkben szereplő információk forrásmegjelöléseként.